# 锡卜
锡卜（阿拉伯语：‎；英语：As Sib或Seeb），阿曼东北部马斯喀特地区沿海一城市。当地有阿曼最主要的民用机场錫卜國際機場和海湾地区重要的空军基地锡卜空军基地。美国空军目前在锡卜空军基地驻扎有第320空中远征联队。 